# Aphaobius forojulensis
Aphaobius forojulensis – gatunek chrząszcza z rodziny grzybinkowatych i podrodziny zyzkowatych.

## Taksonomia
Takson ten opisany został po raz pierwszy w 1931 roku przez Josefa Müllera na łamach „Atti del Museo – Museo Civico di Storia Naturale di Trieste” jako podgatunek w obrębie Aphaobius milleri. Lokalizacją typową jest Grotta di Villanova we włoskiej Friuli. Do rangi osobnego gatunku wyniesiony został w 2010 roku przez Marca Bognolę i Dantego Vailatiego w ramach rewizji rodzaju.
W obrębie rodzaju należy do grupy gatunków milleri wraz z: A. alphonsi, A. fortesculptus, A. grottoloi, A. kahleni, A. kaplai, A. kofleri, A. lebenbaueri, A. ljubnicensis, A. milleri, A. miricae i A. robustus.

## Morfologia
Chrząszcz o ciele długości od 3,1 do 3,5 mm, należący tym samym do największych przedstawicieli rodzaju. Ubarwienie ma w całości ciemnobrązowe. Głowa jest pozbawiona oczu i zaopatrzona w długie i cienkie czułki, u samca sięgające środka pokryw po rozprostowaniu do tyłu. Ich ósmy człon jest dwuipółkrotnie krótszy od poprzedniego, a ostatni dość krótki jak na przedstawiciela rodzaju. Przedplecze jest poprzeczne, od 1,6 do 1,8 raza szersze niż dłuższe, najszersze w tylnej ćwiartce, o bokach równomiernie łukowatych w części przedniej i nieco zbieżnych w tylnej, a tylnych kątach ostrych, ale niespiczastych. Stosunek długości do szerokości jajowatych, najszerszych w połowie pokryw wynosi od 1,3 do 1,4. Powierzchnia pokryw jest poprzecznie rowkowana. Skrzydeł tylnej pary brak zupełnie. Płat środkowy edeagusa samczych genitaliów jest tak długi jak paramery i w widoku grzbietowym ma boczne brzegi części odsiebnej prawie równoległe, tylko przed samym szeroko zaokrąglonym szczytem zakrzywione i zbieżne. Dosiebna krawędź szczytowego otworu edeagusa jest wklęśnięta lub prosta.

## Ekologia i występowanie
Owad palearktyczny, południowoeuropejski, znany z północno-wschodnich Włoch i zachodniej Słowenii. Zasiedla wilgotne jaskinie, gdzie współwystępuje z biegaczowatymi z rodzaju Anophthalmus i grzybinkowatymi z rodzaju Oryotus.